# Superliga Española de Hockey Hielo 1989/1990
Sezóna 1989/1990 byla 16. sezonou Španělské ligy ledního hokeje. Vítězem se stal CHH Txuri-Urdin.

## První fáze
| Poř | Tým                | Z  | V | R | P | Skóre  | +/-  | B  |
| --- | ------------------ | -- | - | - | - | ------ | ---- | -- |
| 1   | Club Gel Puigcerdà | 10 | 8 | 1 | 1 | 114:34 | +80  | 17 |
| 2   | CHH Txuri-Urdin    | 10 | 8 | 1 | 1 | 119:36 | +83  | 17 |
| 3   | CH Jaca            | 10 | 7 | 0 | 3 | 76:40  | +36  | 14 |
| 4   | FC Barcelona       | 10 | 4 | 0 | 6 | 65:57  | +8   | 8  |
| 5   | AD Roller Gasteiz  | 10 | 1 | 0 | 9 | 29:134 | -105 | 2  |
| 6   | CH Boadilla        | 10 | 1 | 0 | 9 | 11:123 | -112 | 2  |

## Konečná fáze
| Poř | Tým                | Z  | V  | R | P  | Skóre   | +/-  | B  |
| --- | ------------------ | -- | -- | - | -- | ------- | ---- | -- |
| 1   | CHH Txuri-Urdin    | 16 | 14 | 1 | 1  | 178:58  | +120 | 29 |
| 2   | CH Jaca            | 16 | 11 | 0 | 5  | 120:62  | +58  | 22 |
| 3   | Club Gel Puigcerdà | 16 | 8  | 1 | 7  | 133:76  | +57  | 16 |
| 4   | FC Barcelona       | 16 | 6  | 0 | 10 | 102:101 | +1   | 12 |
| 5   | CH Boadilla        | 16 | 5  | 0 | 11 | 61:166  | -105 | 10 |
| 6   | AD Roller Gasteiz  | 16 | 3  | 0 | 13 | 54:185  | -131 | 6  |